# Edvard Ø
Edvard Ø är en ö i Tunu på Grönland. Dess yta är 116 km2. Den hade inga invånare år 2005.